# Bábony-kultúra
A Bábony-kultúra (vagy bábonyien kultúra) a középső paleolitikum egyik kultúrája Magyarországon.

## Lelőhelyei, leletei
Lelőhelyei az Északi-középhegység területén találhatók, nevét Sajóbábonyról kapta, amelynek határában a Méhész-tetőn először tártak fel ilyen leletanyagot. A kultúra eszközeire a kétoldali (bifaciális) megmunkálás jellemző, amiben rokonságot mutat a Rajnától a Kaukázusig elterjedt Micoquien (kiejtése: mikokien) kultúrával. Jellegzetes szerszámtípusai a szakócák, kaparókések és a levél alakú eszközök. Valószínűleg a jégkor utolsó felmelegedése alatt és az azt követő eljegesedés elején élt (150-93 ezer évvel ezelőtt), s a Szeletien kultúra elődje volt.

## Kutatástörténet[2]
- 1927: a névadó Sajóbábony-Méhésztető lelőhely felfedezése
- 1974: T. Dobos Viola ásatása a névadó lelőhelyen
- A kultúra leírása és monografikus feldolgozása Ringer Árpád érdeme.